# Leende dansmusik 95
Leende dansmusik 95 är ett studioalbum från 1995 av det svenska dansbandet Matz Bladhs. Albumet placerade sig som högst på 57:e plats på den svenska albumlistan.
Låten "En liten röd bukett", med musik av Lars Eric Ohlsson (musik) och Keith Almgren (som skrev texten tillägnad sin dotter) framförde bandet även i (Se & hörs meloditävling på Rondo på Liseberg den 23 april 1995. Paul Sahlin sjöng hem bandet till en femteplats, och med låten kunde låtskrivarna Lars-Eric Olsson och Keith Almgren notera att även deras andra bidrag kom till finalen. Matz Bladhs låg sedan på Svensktoppen med låten i en vecka, på nionde plats den 19 augusti 1995 . 
Den nationalromantiskt inrpirerade låten "Vid Silverforsens strand" från albumet låg på Svensktoppen i 31 veckor 1996 .

## Låtlista
1. Vid Silverforsens strand
2. Alla åren
3. Vår dotter
4. En liten röd bukett
5. Luffarpojken (Den lilla fågeln)
6. Mitt hjärta bultar och bankar
7. När du säger du ska gå
8. Tack vare dig
9. Stjärnornas ljus
10. Evelin och Evelina
11. Än slår mitt hjärta
12. Frykdalsdans nr 2
13. Varje morgon
14. Tre små ord

## Listplaceringar
| Lista (1995) | Topplacering |
| ------------ | ------------ |
| Sverige      | 57           |